# Nebulosa de reflexão

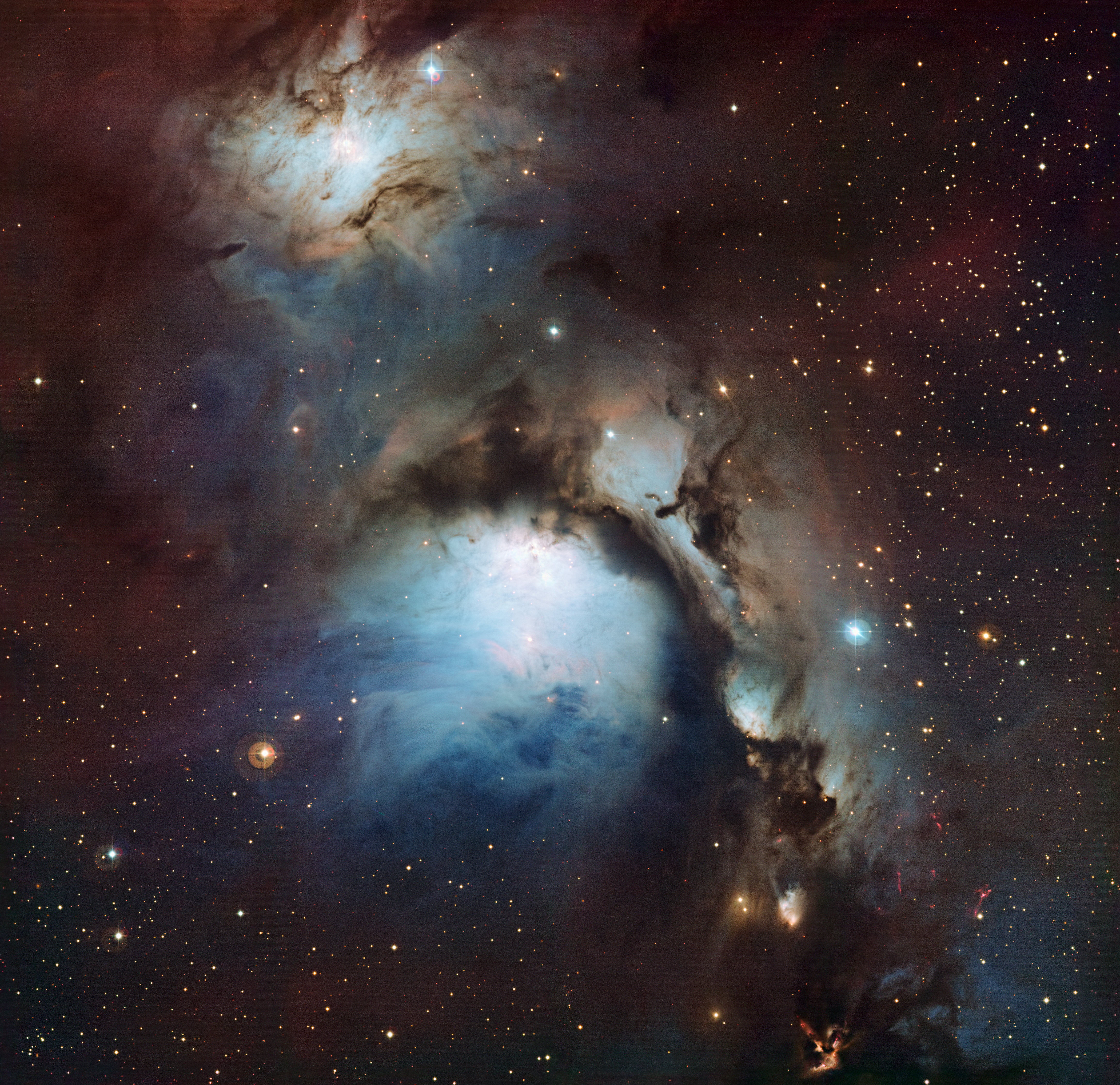
NGC 2068 Messier 78, uma nebulosa de reflexão.

As nebulosas de reflexão são nuvens de poeira que simplesmente refletem a luz de uma ou mais estrelas vizinhas. Elas não são quentes o suficiente para provocar a ionização no gás da nebulosa como as nebulosas de emissão, mas são brilhantes o suficiente para tornarem o gás visível. Por isso, o espectro das nebulosas de reflexão é semelhante ao das estrelas que as iluminam. Por entre as partículas microscópicas responsáveis pela dispersão estão compostos de carbono (por exemplo, pó de diamante) e de outros elementos, em particular ferro e níquel. Estes últimos dois estão muitas vezes alinhados com o campo magnético e fazem com que a luz dispersa seja ligeiramente polarizada. A distinção entre estes dois tipos de nebulosas foi feita por Hubble em 1922. 
São regularmente azuis devido à dispersão ser mais eficiente na luz azul que na vermelha (é o mesmo processo que dá a cor azul ao céu e os tons vermelhos do pôr-do-Sol).

## Características
As nebulosas de reflexão e as nebulosas de emissão são muitas vezes observadas juntas e são por vezes referidas como nebulosas difusas. Um exemplo disto é a Nebulosa de Orionte.
Conhecem-se cerca de 500 nebulosas de reflexão. Umas das mais famosas nebulosas de reflexão é a que rodeia as estrelas das Plêiades. Uma nebulosa de reflexão azul pode também ser vista na mesma área do céu que a Nebulosa da Trífida. A gigante estrela Antares, que é muito vermelha (classe espectral M1), é rodeada por uma grande nebulosa de reflexão vermelha.
As nebulosas de reflexão são muitas vezes locais de formação estelar. 
Em 1922, Edwin Hubble publicou o resultado das suas investigações sobre as nebulosas. Uma parte do seu trabalho diz respeito à lei de luminosidade de Hubble para as nebulosas de reflexão que relacionam o tamanho angular (R) da nebulosas e a magnitude aparente (m) da estrela associada: 
5 log (R)= -m+k
onde k é uma constante que depende da sensibilidade da medição.